# 紫矽鹼鈣石
 紫矽鹼鈣石（英語：Charoite），又稱查羅石、紫龍晶，是一種稀有的矽酸鹽礦物，化學式為K(Ca,Na)
2Si
4O
10(OH,F)•H
2O。在1978年首次被描述，最初被認為以恰拉河命名，但由於河流距離其發現的地方有70公里，現在被認為以俄語的（charm）命名，意為魔法或魅力。當它被發現時曾被認為是假的，類似於染色的紫色以使其外觀引人注目。

## 發現
它僅從俄羅斯西伯利亞薩哈共和國的阿爾丹地盾報導過。發現穆倫地塊的正長岩侵入並改變了石灰岩礦床，產生了鉀長石交代岩，並在200-250 °C之間形成。 矽鈦鈣鉀石、矽鹼鈣石和紫矽鹼鈣伴生，黑色霓石在這三種礦物生長的地方也很常見。常見的雜質包括鋁、鐵、錳、鍶和鋇。紫矽鹼鈣岩（英語：Charoitite）是一種像青金岩那樣的岩石，但與後者不同，紫矽鹼鈣岩主要包括礦物紫矽鹼鈣石。

## 圖集

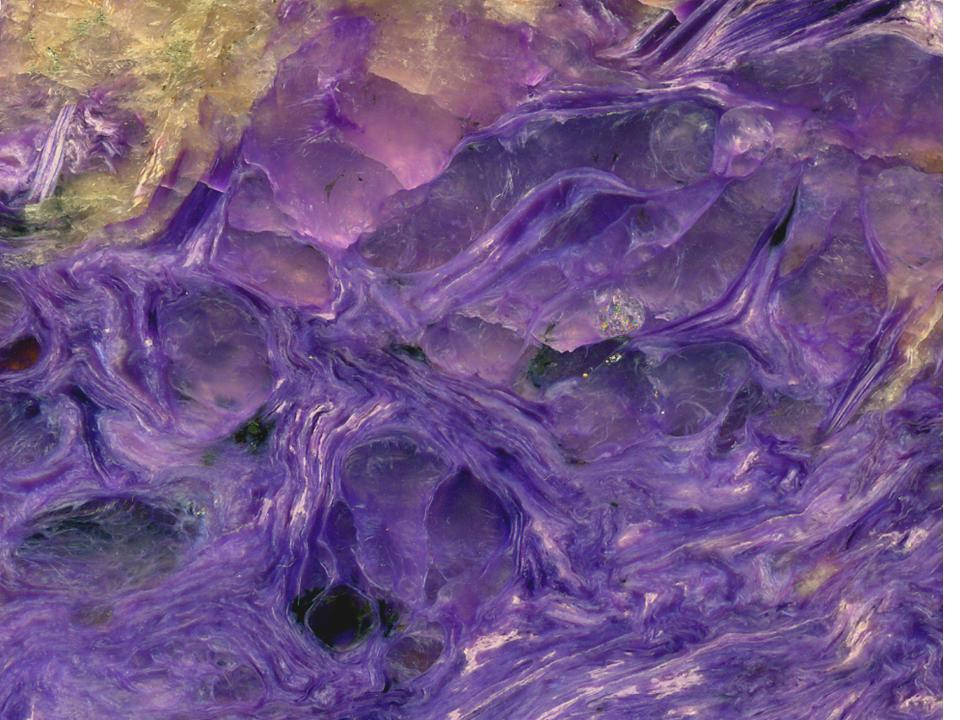
紫矽鈣鹼岩，一種來自典型地區的以紫矽鈣鹼石為主的鉀交代岩。 照片寬5.7厘米。
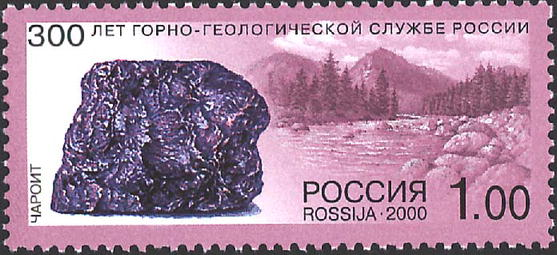
紫矽鈣鹼石郵票，2000年，來自一系列紀念「俄羅斯採礦和地質服務300週年」的郵票。